# 爺爺岳
爺爺岳（ちゃちゃだけ）は、国後島にある活火山である。

## 概要

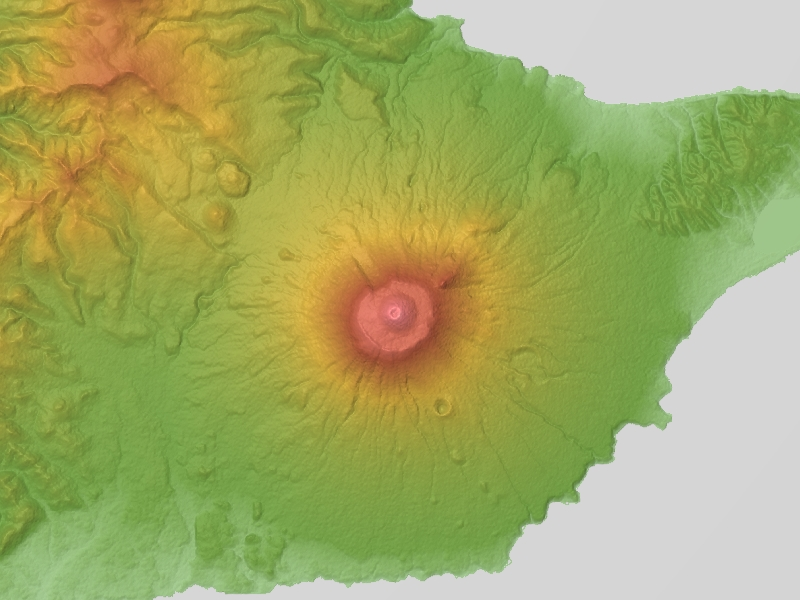
爺爺岳の地形図

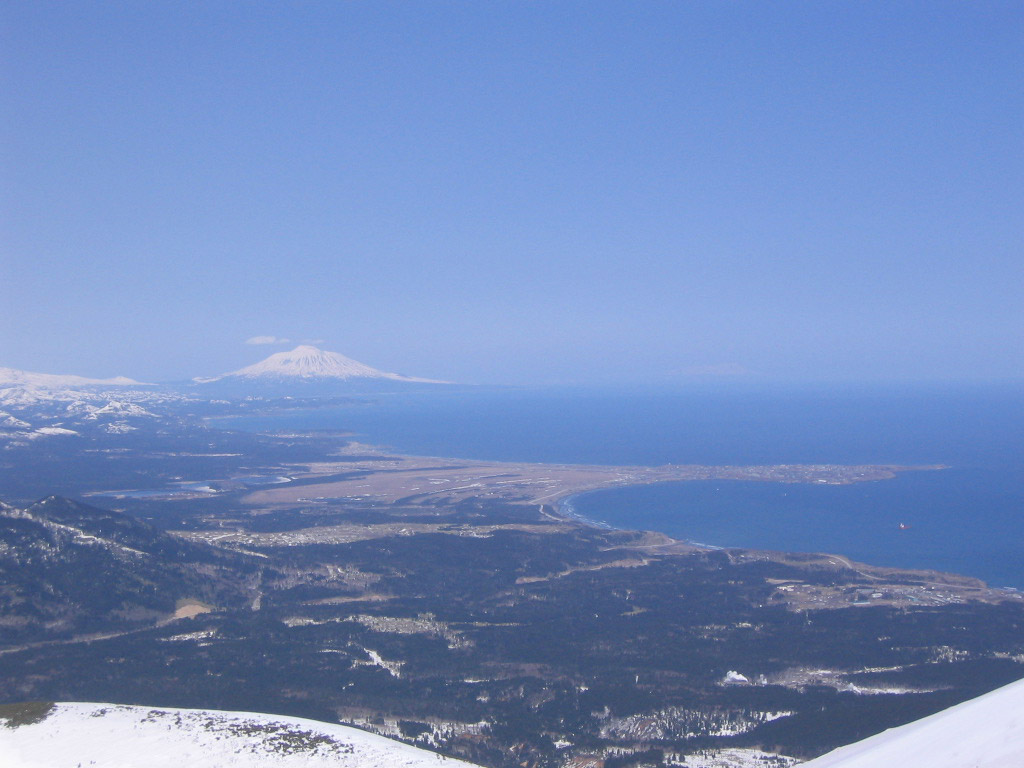
羅臼山から望む大岬の古釜布集落と爺爺岳

標高は1,772 mで、北海道本土からも天気が良い日に知床峠中腹や羅臼岳（羅臼町）、野付半島先端部（別海町）等から遠望することができる。「国後富士」の別称を持つ。アイヌ語の「Caca（）nupuri（）」に由来する。
日本側としては、北方領土でありロシアの実質的な支配下にあり容易に近づけなかったこと、ロシア側としては、数多く存在する千島列島の火山の一つであり手が回らないといった事情があり、詳細な調査は行われておらず、長らく幻の火山とされてきた。1999年にビザなし交流の一環として北海道大学、北海道などの学識者による「爺爺岳専門家交流訪問団」が渡島。ロシア科学アカデミーと共同調査したことにより概要が把握されるようになった程度である。

## 噴火歴
1973年、南側山腹から大噴火が発生し国後島一帯に火山灰による被害を出した。この際の火山ガスによる影響で、山腹の樹木が大量枯死した。現在でも幹と枝だけになった白骨林の姿が山腹に広がっているという。衛星写真からも、南側山腹に新たな噴火口と樹木の枯れた部分があることが見て取れる。